# Nachtegalenpark
Der Nachtegalenpark ist ein öffentlicher Park in der belgischen Stadt Antwerpen. Der Park ist in mehrere kleine Parks unterteilt. Diese Grünflächen kaufte die Stadt Antwerpen 1910 einigen Adelsfamilien ab. Seitdem sind sie für die Öffentlichkeit zugänglich. Während den Olympischen Sommerspielen 1920 war der Park Austragungsort der Bogenschießwettbewerbe.

## Unterteilung des Parks
Der Park ist in folgende Parks unterteilt:
- Den Brandt (21 ha)
- Middelheimpark (24 ha)
- Vogelenzang (40 ha)
- Hortiflora

Der Name Nachtegalenpark leitet sich vom niederländischen Wort de Nachtegaal (deutsch die Nachtigall) ab.

### Den Brandt

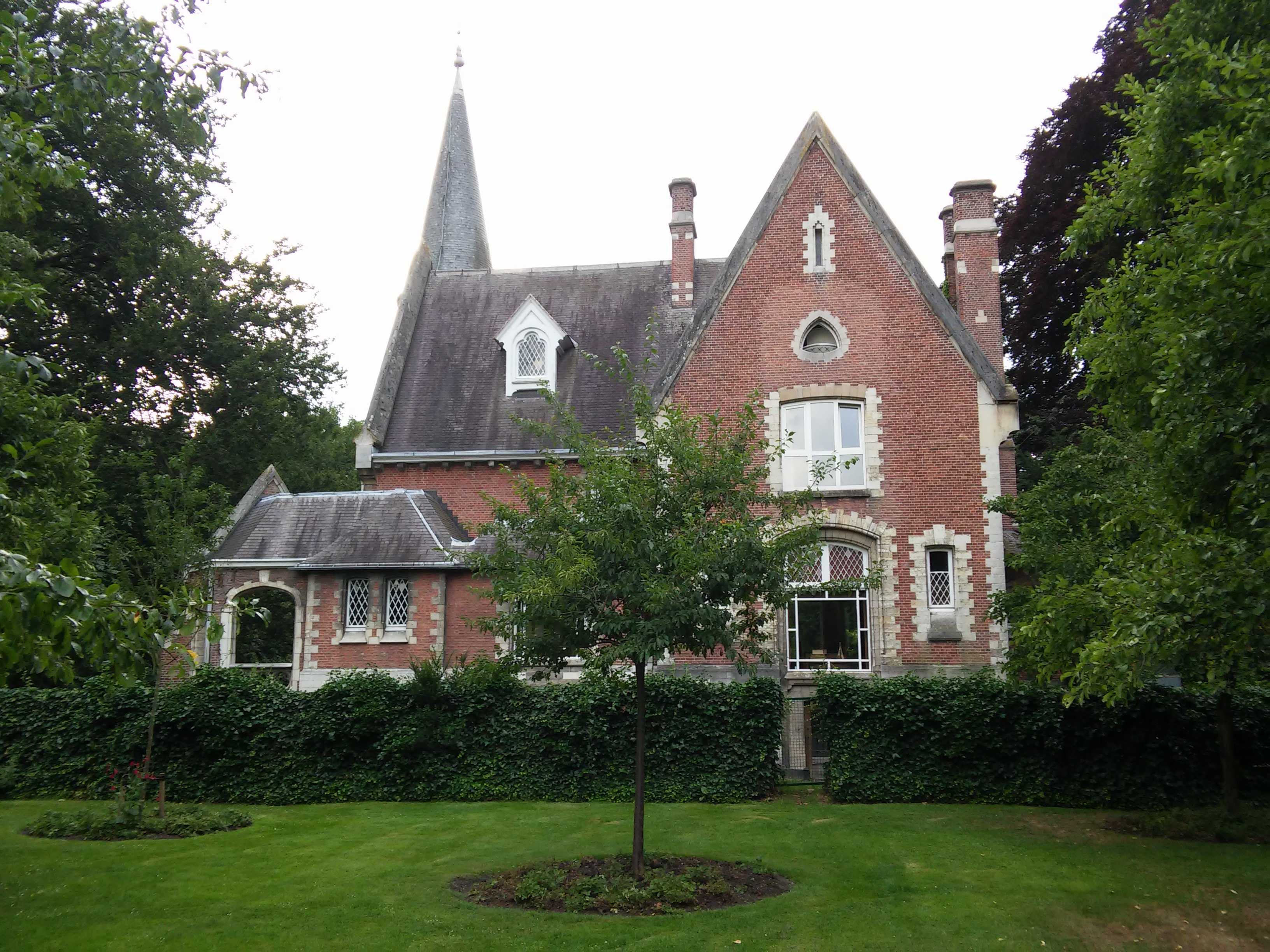
Villa La Chapelle in der Domäne Den Brandt

Der Brandt-Park verdankt seinen Namen vermutlich einem „verbrannten Ort“, einem letzten Überbleibsel einer alten Rückgewinnungsmethode, bei der Wald und Heidekraut niedergebrannt wurden, um landwirtschaftliche Flächen zu schaffen. Der Park ist heute vor allem für sein wunderschönes Schloss bekannt, das 1789 von der Familie della Faille de Waerloos erbaut und 1910 von der Familie Kreglinger gekauft wurde. Das Schloss ist seit 1962 im Besitz der Stadt Antwerpen. Vor dem Schloss befindet sich ein französischer Garten, dahinter ein englischer Garten mit Kanälen und Teichen. Hier findet das jährliche Jazz Middelheim statt.
Am Eingang des Parks auf der Seite der Straße Beukenlaan befindet sich vor dem Schloss die Skulpturengruppe Die tanzenden Nymphen des Bildhauers Walter Schott. Das Kunstwerk, bestehend aus einem Brunnen mit drei tanzenden Frauen, wurde von der Familie Kreglinger bei der Brüsseler Weltausstellung 1910 gekauft.

### Middelheimpark
Das Middelheimmuseum der Campus Middelheim sowie ein Krankenhaus sind Teil des Parkes. Ab 1969 fand hier das jährliche Jazz Middelheim statt, ehe es später im benachbarten Park Den Brandt stattfand.

### Vogelzang
Im Park Vogelzang befand sich früher eine Burg, von welcher nur noch kleine Teile übrig sind. Der Vogelzang verfügt über große Rasenflächen, den Sportpark Half Maantje sowie eine Molkerei. 